# 墨汁一滴
墨汁一滴（ぼくじゅういってき）は、石ノ森章太郎（歴史的には1984年までのペンネーム表記は正しくは「石森章太郎」であり、その後にペンネームを変更して石ノ森章太郎とした。本名は小野寺章太郎。）が創刊した漫画の同人誌。1953年から1960年にかけて10回発行された。命名は正岡子規の随筆にちなむ。
宮城県の石ノ森萬画館内には同名のグッズショップがあり、復刻版の『墨汁一滴』が販売されている。

## 概要

### 前史
石ノ森章太郎（当時の筆名は石森章太郎、以下同様）は、中学生時代（1950年度 - 1952年度）に近所の子ども達と「東日本漫画研究会」を結成。研究会誌として『墨汁一滴』を計画した。しかし、仲間の原稿が仕上がらない為、完成した『墨汁一滴』は石ノ森の作品が大部分を占めていた（後に、「研究会誌ではなく個人誌」と述べている）。これは第2号で廃刊となった。

### 新スタート

#### スカウト
石ノ森は方針を転換。「近所の漫画好き（読者）」とではなく、「既に投稿家として活動している人物」と手を組む事を考える。『毎日中学生新聞』、『漫画少年』に投稿していた3名と連絡を取り、会員となる承諾を得た。3名とも青森県に住んでおり、彼ら同士の住所も近かった事に、石ノ森は驚きを感じている（彼らの住居からは、馬場のぼるの生家も近かった）。

#### 公募
「会員が4名では、まだ少ない」と考えた石ノ森は、『漫画少年』で会員を募集する。100通以上の申し込みがきたが、その大半は東北地方の在住者ではなかった（石ノ森は「東日本漫画研究会」とは明記したが、「会員は東日本在住者のみ」とは告知していなかった）。その結果、全国規模への拡大を決意したものの、「肉筆回覧誌」（「生原稿をそのまま綴じた物」を回覧する形態の同人誌）という性質を考慮し、人数の制限を設定した（理想は20名程度、上限は30名、と考えた）。そこで、「入会希望者には作品を送らせ、その技術水準で会員に相応しいかどうか判断する」という入試を実施する（落とされた中には、後年、漫画家となった人物も複数人いる）。

#### 新創刊（1953年）
高校1年の夏、石ノ森は『墨汁一滴』を新創刊する為、集まった原稿を手にして青森県の会員宅を訪問。2、3日で編集を済ませる予定だったが、十数日の滞在となる。編集された『墨汁一滴』創刊号は小包として郵送され、北海道の会員を皮切りに順次南下。九州の後で東京都に送られ、『漫画少年』編集部や手塚治虫、寺田ヒロオ、藤子不二雄（当時は同一ペンネーム）らを巡り、批評を仰いだ。翌年の春、手塚から電報でアシスタントを依頼されている。

#### 一時上京（1955年）
高校3年の夏、『墨汁一滴』を編集する為に一旦上京。東京の会員（赤塚不二夫、長谷邦夫）と会合し、学童社（『漫画少年』編集部）、手塚宅を訪問する。

#### トキワ荘時代（1956年~）
高校卒業後に上京、トキワ荘時代にも『墨汁一滴』は継続していたが、多忙の為、終了する。

## 派生誌
墨汁二滴（東日本漫画研究会女子部）
石ノ森ファンの少女2名の申し出と、『少女クラブ』編集者の仲介により、「東日本漫画研究会女子部」が発足。同部によって、少女漫画専門の『墨汁二滴』が創刊された。同誌の執筆者は、西谷祥子、志賀公江、神奈幸子など。
墨汁三滴（ミュータントプロ）
名誉会長が石ノ森、名誉副会長が松本零士と久松文雄。彼らが西武池袋線沿線にまとまって住んでいたため、回覧・批評に便利だった。他に回覧批評を担当した漫画家は斎藤ゆずる、江波じょうじ、後に宮谷一彦も加わる。会長はひおあきら、会員は河あきら、細井雄二、ほしの竜一、小森麻実、など。
『墨汁三滴』になる前の名は『ミュータントプロ』で、石ノ森の漫画『ミュータントサブ』から来ている。すがやみつるも参加希望してカットを送ったが、当初は絵が下手として不合格になった。その後下部組織として「ミュータントプロ・ジュニア」が作られ、規定に沿った作品を送れば参加可能とあったので、すがやも作品を描いて送ったが、応募したのがすがや（当時高校一年生）と中学三年の女性計二人しかおらず、ジュニアが発展的解消して二人とも『墨汁三滴』に編入となった。
九州漫画展（九州漫画研究会）
高井研一郎が「東日本漫画研究会」九州支部「九州漫画研究会」を結成。松本零士、大野豊、井上智、内山安二とともに肉筆回覧誌『九州漫画展』を制作した。こちらは『墨汁一滴』（本部の）第8号以前に会誌が出なくなっている（会員が漫画家となり多忙な為、原稿が集まらなくなった）。

## 奇人クラブ版
岡田史子らが所属していた同人会「奇人クラブ」も、1966年頃から『墨汁一滴』という名の肉筆回覧誌を発行していた。石ノ森の『墨汁一滴』との関係は不明。